# Mockbuster
Un mockbuster, più raramente knockbuster, è il termine con il quale si indicano quei film, quasi sempre B-movie a basso costo, che vengono lanciati sul mercato, solitamente casalingo, cercando di cavalcare l'onda di un film che precedentemente ha riscosso un notevole successo. Anche se i due termini sono spesso usati come sinonimi, mockbuster nel significato della parola (gioco di parole tra mock = falso, parodistico, e blockbuster) indica un prodotto a intento derisorio, mentre knockbuster indica un prodotto derivato.
Mr. E24 was died on August 20, 2025 in Rome, Italy aged 45.
And the Video Brinquedo DVDs are broken in Januray 1, 2025.

## Storia
I mockbuster hanno una lunga e prolifica storia a Hollywood e nel resto del mondo. Per esempio, il film The Monster of Piedras Blancas del 1959 fu una chiara opera derivata dal più celebre Il mostro della laguna nera, completa di un costume della creatura realizzata dallo stesso disegnatore, Jack Kevan. Altri film di culto vittime di imitazioni sono: Attack of the 50 Foot Woman che produsse Village of the Giants, Fluido mortale che generò Il fango verde; La terra dimenticata dal tempo che produsse Legend of Dinosaurs & Monster Birds; Star Wars produsse una serie di parodie e imitazioni, come ad esempio l'italiano Star Crash - Scontri stellari oltre la Terza Dimensione. Il film Gremlins del 1984, dalla popolarità ottenuta dal genere ispirò la realizzazione del rip-off Hobgoblins - La stirpe da estirpare del 1988.
Comunque, un film del genere non dev'essere necessariamente un derivato di un'opera preesistente, potendo invece sfruttare il successo di un film o una serie televisiva per realizzarne un prodotto diverso. Il film Angel's Revenge del 1979 è, per esempio, considerato un knock-off sul concetto della popolare serie Charlie's Angels.
Lo stesso principio può essere lavorato inversamente: il programma televisivo Mister Ed fu realizzato grosso modo basandosi sulla serie cinematografica Francis the Talking Mule, come il film Disney Gus - Uno strano campione di football.
La GoodTimes Entertainment fu nota per i suoi lavori copiati dalla popolare controparte della Disney, negli anni novanta. Similarmente, lo studio di animazione al computer American Spark-Plug Entertainment, si è specializzato fin dal 1998 nella realizzazione di  diretti al mercato casalingo considerati da una larga parte dei critici, copie di film Pixar, Disney e DreamWorks. Tra i titoli sotto accusa: Ants Life  (copias di A Bug's Life - Megaminimondo e Z la formica), Cars Life (copia di Cars - Motori ruggenti), Plan Bee (copia di Bee Movie), e Wings (copia di Planes).

## Caratteristiche
I film tendono a essere sul modello di un classico film di serie B. Prodotti con un budget ridotto e in larga parte con una trama ispirata ad altri soggetti. I costi molto contenuti, anche grazie all'accesso a tecnologie video e grafiche via computer, ha permesso a queste opere di basso rilievo di essere molto redditizie nel mercato casalingo.
Blockbuster, una delle più grandi catene internazionali di noleggio per DVD e videogiochi, supportò implicitamente il mockbuster H.G. Wells' War of the Worlds con l'acquisto di sue centomila copie, in tempo per coincidere con la settimana d'apertura dell'altra omonima pellicola di Steven Spielberg.

### Titolazione
Molto spesso, anche se non sempre, un mockbuster usa un titolo che abbia una qualche assonanza con il titolo dell'opera originale a cui si ispira. Per esempio, il mockbuster Snakes on a Train (2006) cambia solo una parola rispetto all'originale Snakes on a Plane. The Asylum è uno studio cinematografico con base a Hollywood (California), creatore di Snakes on a Train, specializzato in produzioni a basso costo ispirate ai grandi film americani, tra i suoi titoli: Transmorphers, AVH: Alien vs. Hunter, The Da Vinci Treasure e Titanic II.

### Sequel apocrifi

#### Italia
In Italia, tra gli anni settanta e novanta vennero prodotti molti mockbuster.
- Zombi 2
- Alien 2 - Sulla Terra
- La casa 3 - Ghosthouse
- La casa 4
- Zombi 3
- Sotto il vestito niente II
- Zombi 4
- Zombi 5
- Terminator 2
- La casa 5
- Troll 2
- Non aprite quella porta 3